# Episodi di December Bride (prima stagione)
La prima stagione della serie televisiva December Bride è andata in onda negli Stati Uniti dal 4 ottobre 1954 al 23 maggio 1955 sulla CBS.
| nº | Titolo originale          | Prima TV USA     |
| -- | ------------------------- | ---------------- |
| 1  | Lily Ruskin Arrives       | 4 ottobre 1954   |
| 2  | Lily is Bored             | 11 ottobre 1954  |
| 3  | The Chinese Dinner        | 18 ottobre 1954  |
| 4  | The Accident              | 25 ottobre 1954  |
| 5  | The Veterinarian          | 1º novembre 1954 |
| 6  | My Soldier                | 8 novembre 1954  |
| 7  | Grunion Hunting           | 15 novembre 1954 |
| 8  | Lily's Mother-in-Law      | 22 novembre 1954 |
| 9  | Lily Hires a Maid         | 29 novembre 1954 |
| 10 | The Gigolo                | 6 dicembre 1954  |
| 11 | The Rich Man              | 13 dicembre 1954 |
| 12 | The Christmas Show        | 20 dicembre 1954 |
| 13 | The Luau                  | 27 dicembre 1954 |
| 14 | Lily Wants to Pay Her Way | 3 gennaio 1955   |
| 15 | Lily the Artist           | 10 gennaio 1955  |
| 16 | The Grandfather Clock     | 17 gennaio 1955  |
| 17 | The Sentimentalist        | 24 gennaio 1955  |
| 18 | The Uranium Show          | 31 gennaio 1955  |
| 19 | The Insurance Show        | 7 febbraio 1955  |
| 20 | Surprise Party            | 14 febbraio 1955 |
| 21 | Jealousy                  | 21 febbraio 1955 |
| 22 | Wedding Preparations      | 28 febbraio 1955 |
| 23 | The Breakup               | 7 marzo 1955     |
| 24 | Mexico                    | 14 marzo 1955    |
| 25 | Lily's Niece              | 21 marzo 1955    |
| 26 | Matt Cooks                | 28 marzo 1955    |
| 27 | Theater Tickets           | 4 aprile 1955    |
| 28 | Psychiatrist              | 11 aprile 1955   |
| 29 | Gossip                    | 18 aprile 1955   |
| 30 | Matt's Mustache           | 25 aprile 1955   |
| 31 | The Line-Up               | 2 maggio 1955    |
| 32 | The Other Couple          | 9 maggio 1955    |
| 33 | Lily's Song               | 16 maggio 1955   |
| 34 | Chicken Salad             | 23 maggio 1955   |

## Lily Ruskin Arrives
- Prima televisiva: 4 ottobre 1954
- Diretto da: Jerry Thorpe
- Scritto da: Parke Levy, Phil Sharp

### Trama
- Guest star: Harry Cheshire (Gus)

## Lily is Bored
- Prima televisiva: 11 ottobre 1954

### Trama
- Guest star: Walter Kingsford (Rodney), Herbert Heyes (Pritchard), Elvia Allman (Nora)

## The Chinese Dinner
- Prima televisiva: 18 ottobre 1954

### Trama
- Guest star: Richard Loo (Wong), Keye Luke (cameriere)

## The Accident
- Prima televisiva: 25 ottobre 1954
- Diretto da: Jerry Thorpe
- Scritto da: Phil Sharp, Bill Freedman, Parke Levy

### Trama
- Guest star: Norman Leavitt, James Parnell, Douglas Evans, Paul Harvey (Gordon)

## The Veterinarian
- Prima televisiva: 1º novembre 1954

### Trama
- Guest star: Raymond Greenleaf (Harper), Ralph Dumke (Nelson), Roy Rowan (Wilson)

## My Soldier
- Prima televisiva: 8 novembre 1954

### Trama
- Guest star: Sally Fraser (Betty), Herb Vigran (Eustace)

## Grunion Hunting
- Prima televisiva: 15 novembre 1954

### Trama
- Guest star: James Flavin (Mike)

## Lily's Mother-in-Law
- Prima televisiva: 22 novembre 1954

### Trama
- Guest star: Grandon Rhodes (Harvey Adams), Esther Dale (Mrs. Adams)

## Lily Hires a Maid
- Prima televisiva: 29 novembre 1954
- Diretto da: Jerry Thorpe
- Scritto da: Parke Levy, Lou Derman, Ellis Marcus

### Trama
- Guest star: Frances Mercer (Mrs. Butterfield), Lyle Talbot (Butterfield), Nancy Kulp (Louella)

## The Gigolo
- Prima televisiva: 6 dicembre 1954

### Trama
- Guest star: Fortunio Bonanova (Rinaldo)

## The Rich Man
- Prima televisiva: 13 dicembre 1954

### Trama
- Guest star: Paul Cavanagh (Hawkins), Walter Woolf King

## The Christmas Show
- Prima televisiva: 20 dicembre 1954

### Trama
- Guest star: Christopher Olsen (Danny), Will Wright (Jordan), Rolfe Sedan (professore)

## The Luau
- Prima televisiva: 27 dicembre 1954

### Trama
- Guest star:

## Lily Wants to Pay Her Way
- Prima televisiva: 3 gennaio 1955

### Trama
- Guest star:

## Lily the Artist
- Prima televisiva: 10 gennaio 1955

### Trama
- Guest star: Sig Arno

## The Grandfather Clock
- Prima televisiva: 17 gennaio 1955

### Trama
- Guest star: Gail Bonney (Virginia), Louise Lorimer (Kitty)

## The Sentimentalist
- Prima televisiva: 24 gennaio 1955

### Trama
- Guest star: Ludwig Stossel (Maurice)

## The Uranium Show
- Prima televisiva: 31 gennaio 1955

### Trama
- Guest star: Tyler McVey (Clinton)

## The Insurance Show
- Prima televisiva: 7 febbraio 1955

### Trama
- Guest star: James Todd (Jenkins), Frank Wilcox (Emerson)

## Surprise Party
- Prima televisiva: 14 febbraio 1955

### Trama
- Guest star:

## Jealousy
- Prima televisiva: 21 febbraio 1955

### Trama
- Guest star: Regis Toomey (Tom Anderson), Joi Lansing (Miss Sullivan)

## Wedding Preparations
- Prima televisiva: 28 febbraio 1955

### Trama
- Guest star: Regis Toomey (Tom Anderson)

## The Breakup
- Prima televisiva: 7 marzo 1955

### Trama
- Guest star: Regis Toomey (Tom Anderson), Jess Baker (Wilfred Kettner), Peggy Knudsen (Mrs. Kettner)

## Mexico
- Prima televisiva: 14 marzo 1955

### Trama
- Guest star: Nestor Paiva (Miguel), Julian Rivero (Prado)

## Lily's Niece
- Prima televisiva: 21 marzo 1955

### Trama
- Guest star: Sally Fraser (Helen)

## Matt Cooks
- Prima televisiva: 28 marzo 1955
- Diretto da: Jerry Thorpe
- Scritto da: Lou Derman, Ben Starr, Parke Levy

### Trama
- Guest star:

## Theater Tickets
- Prima televisiva: 4 aprile 1955

### Trama
- Guest star:

## Psychiatrist
- Prima televisiva: 11 aprile 1955

### Trama
- Guest star: Grandon Rhodes (dottore)

## Gossip
- Prima televisiva: 18 aprile 1955

### Trama
- Guest star: Gail Bonney (Madeline)

## Matt's Mustache
- Prima televisiva: 25 aprile 1955

### Trama
- Guest star:

## The Line-Up
- Prima televisiva: 2 maggio 1955

### Trama
- Guest star: Norman Leavitt (Joe)

## The Other Couple
- Prima televisiva: 9 maggio 1955

### Trama
- Guest star:

## Lily's Song
- Prima televisiva: 16 maggio 1955

### Trama
- Guest star: Frank Ferguson (Schuyler), Hy Averback (Harmon)

## Chicken Salad
- Prima televisiva: 23 maggio 1955

### Trama
- Guest star: Herbert Heyes (Pritchard), John Qualen (Thompson)